# Balinella yucatanensis
Balinella yucatanensis is een eenoogkreeftjessoort uit de familie van de Epacteriscidae. De wetenschappelijke naam van de soort is voor het eerst geldig gepubliceerd in 2006 door Suarez-Morales, Ferrari & Iliffe.